# Pudupattinam (Thanjavur)
Pudupattinam es una ciudad censal situada en el distrito de Thanjavur en el estado de Tamil Nadu (India). Su población es de 10210 habitantes (2011). Se encuentra a 3 km de Thanjavur y a 35 km de Kumbakonam.

## Demografía
Según el censo de 2011 la población de Pudupattinam era de 10210 habitantes, de los cuales 5014 eran hombres y 5196 eran mujeres. Pudupattinam tiene una tasa media de alfabetización del 87,74%, superior a la media estatal del 80,09%: la alfabetización masculina es del 92,94%, y la alfabetización femenina del 82,75%.